# Pallacanestro alla XXI Universiade - Torneo femminile
Il Torneo di pallacanestro femminile della XXI Universiade si è svolto a Pechino, Cina, nel 2001.

## Classifica
| -       | Paese       | Formazione |
| ------- | ----------- | --- |
| Oro     | Stati Uniti | Anderson · Engin · Floyd · Hill · Lawson · McElhiney · Moody · Roulier · Walker · Williams · Wright · Yamasaki · All.: Debbie Ryan                                     |
| Argento | Cina        | Luyun · Nan · Xiaoli · Xiaotao · Chengqing · Bo · Lijie · Wei · Lei · Feifei · Hanlan · Xiaoni · All.: Gong Luming                                                     |
| Bronzo  | Rep. Ceca   | Hlaváčková · Jandová · Klimešová · Kreuzová · Kovaříková · Kysilková · Mokrošová · Procházková · Tesaříková · Topolářová · Vojtová · Vokřínková · All.: Marián Svoboda |